# Роберт Фіц-Рой
Ро́берт Фіц-Рой (англ. Robert FitzRoy; 5 липня 1805 — 30 квітня 1865) — офіцер військово-морського флоту Великої Британії, метеоролог, командир експедиції корабля «Бігль», в якій брав участь Чарлз Дарвін.

## Життєпис
Генерал-губернатор Нової Зеландії з 26 грудня 1843 до 18 листопада 1845 року.
Його внесок вагомий у галузі метеорології, гідрографії та картографії. У своїх подорожах для прогнозування погоди користувався хімічним барометром, що має назву «штормглас», поведінку якого ретельно описав, цей опис використовується досі. Тому, штормгласс також називають «барометром Фіц-Роя».
На його честь названо дельфін (Delphinus fitzroyi), дерево, один з Фолклендських островів та гора на кордоні Аргентини з Чилі.